# Deformationsgradient

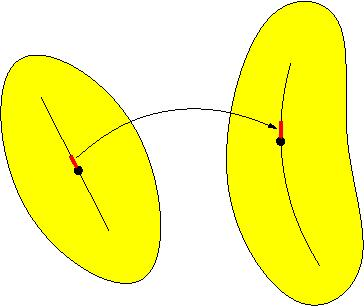
Abbildung 1: Ein Körper (links) und seine verschobene und deformierte Lage (rechts). Bei der Deformation werden materielle Linien (schwarz) verschoben, verbogen und gedehnt

Der Deformationsgradient (Formelzeichen: {\displaystyle \mathbf {F} }) ist in der Kontinuumsmechanik ein Mittel zur Beschreibung der lokalen Verformung an einem materiellen Punkt eines Körpers. Zur Veranschaulichung kann man sich einen Körper (in Abbildung 1, gelb) vorstellen auf den eine kurze Linie (weil nur lokale Änderungen beschrieben werden, im Bild fett rot) eingeritzt wird. Wird der Körper deformiert (rechts im Bild), wird die eingeritzte Linie nicht nur ihre Lage im Raum ändern, sondern auch gedehnt (oder gestaucht) und verdreht werden. Die Dehnung und Verdrehung beschreibt der Deformationsgradient und ist so ein Maß für die Deformation, daher der Name. Der Anhang Gradient verweist auf die Tatsache, dass lokale Änderungen beschrieben werden. Aus dem Deformationsgradient lassen sich Maße für die lokale Streckung, Verzerrung, Flächen- und Volumenänderung ableiten. Im allgemeinen Fall ist der Deformationsgradient sowohl vom Ort als auch von der Zeit abhängig. Die zeitliche Änderung des Deformationsgradienten gibt Maße für die Änderungsraten der Streckung, Verdrehung, Verzerrung, Flächen- und Volumenänderung. Der Deformationsgradient ist einheitenfrei.

Abbildung 2: Transformation eines Vektors durch einen Tensor.

Bei den angesprochenen kurzen Linien handelt es sich mathematisch um Vektoren, die vom Deformationsgradient transformiert werden, wobei die Vektoren im Allgemeinen gedreht und gestreckt werden. Abbildungen von Vektoren leisten Tensoren, siehe  Abbildung 2, weswegen der Deformationsgradient ein Tensor ist. Wenn es klar ist, auf welches Koordinatensystem sich der Deformationsgradient bezieht, berechnet er sich wie eine Jacobimatrix und kann dann auch als Matrix notiert werden. Oft bildet der Deformationsgradient die (infinitesimal kleinen) materiellen Linienelemente in der Ausgangs- oder Referenzkonfiguration in die aktuelle oder Momentankonfiguration ab. Ganz allgemein kann eine solche Abbildung aber auch zwischen beliebig anderen zu definierenden Konfigurationen stattfinden.

## Definition und Darstellungsweisen

### Definition
Die Bewegung eines materiellen Punktes wird mit der Bewegungsfunktion
{\displaystyle {\vec {x}}={\vec {\chi }}({\vec {X}},t)}
beschrieben. Der Vektor {\displaystyle {\vec {x}}} ist die aktuelle Position des materiellen Punktes {\displaystyle {\vec {X}}} zur Zeit {\displaystyle t} in der Momentankonfiguration. Genauer ist {\displaystyle {\vec {X}}} die Position des betrachteten materiellen Punktes in der undeformierten Ausgangs- oder Referenzkonfiguration des Körpers zu einer Zeit {\displaystyle t_{0}\leq t}. Bei festgehaltenem materiellen Punkt {\displaystyle {\vec {X}}} beschreibt die Bewegungsfunktion dessen Bahnlinie durch den Raum. Im kartesischen Koordinatensystem mit der Standardbasis {{\displaystyle {\vec {e}}_{1},{\vec {e}}_{2},{\vec {e}}_{3}}} hat der Punkt {\displaystyle {\vec {x}}} die komponentenweise Darstellung
{\displaystyle {\vec {x}}=\sum _{i=1}^{3}{x}_{i}{\vec {e}}_{i}=\sum _{i=1}^{3}{\chi }_{i}({\vec {X}},t){\vec {e}}_{i}}
und entsprechend gilt {\displaystyle {\vec {X}}=\sum _{i=1}^{3}{X}_{i}{\vec {e}}_{i}}. Um zu untersuchen, wie sich die aktuelle Position ändert, wenn die Position in der undeformierten Ausgangslage variiert, wird die Ableitung gebildet:
{\displaystyle F_{ij}={\frac {\partial \chi _{i}({\vec {X}},t)}{\partial {X}_{j}}}}   für   {\displaystyle i,j=1,2,3}.
Die Funktionen {\displaystyle F_{ij}} sind die Komponenten des Deformationsgradienten bezüglich des Basissystems {\displaystyle {\vec {e}}_{i}}.
Um zu einer koordinatenfreien Darstellung zu gelangen, wird das dyadische Produkt {\displaystyle {\otimes }} benutzt:
{\displaystyle \mathbf {F} :=\mathrm {GRAD} \,{\vec {\chi }}({\vec {X}},t)={\frac {\partial \chi _{i}}{\partial X_{j}}}{\vec {e}}_{i}\otimes {\vec {e}}_{j}={\begin{pmatrix}F_{11}&F_{12}&F_{13}\\F_{21}&F_{22}&F_{23}\\F_{31}&F_{32}&F_{33}\end{pmatrix}}_{{\vec {e}}_{i}\otimes {\vec {e}}_{j}}}.
Darin ist {\displaystyle \mathbf {F} } der Deformationsgradient und {\displaystyle \mathrm {GRAD} } ist der Operator für den materiellen Gradienten, denn es wird nach den materiellen Koordinaten {\displaystyle {X}_{j}} differenziert.

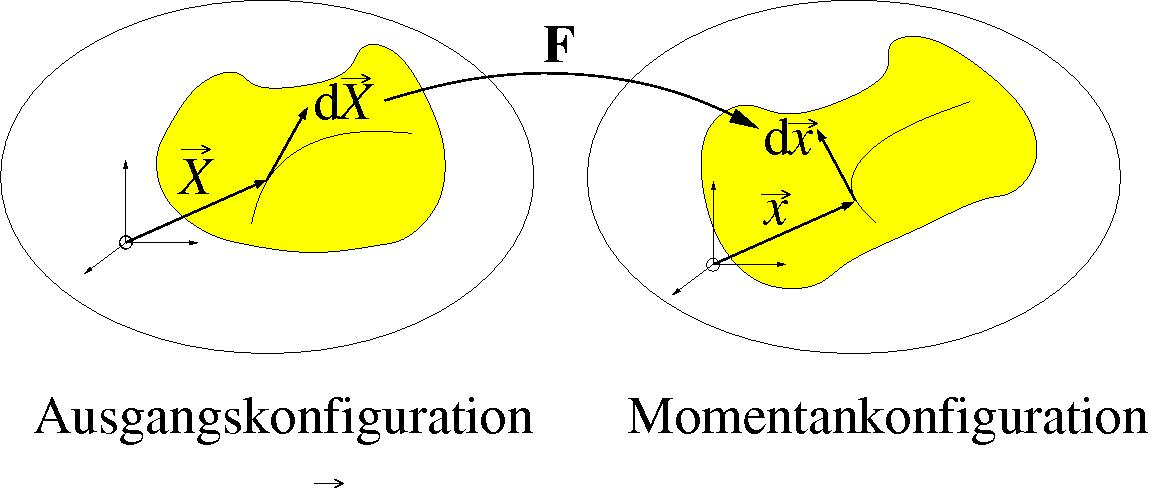
Abbildung 3: Transformation von Linienelementen durch den Deformationsgradient

Der Deformationsgradient kann auch mit der Richtungsableitung
{\displaystyle \mathbf {F} ({\vec {X}},t)\cdot \mathrm {d} {\vec {X}}=\left.{\frac {\mathrm {d} }{\mathrm {d} s}}{\vec {\chi }}{({\vec {X}}+s\;\mathrm {d} {\vec {X}},t)}\right|_{s=0}=\mathrm {d} {\vec {x}}}
dargestellt werden, was seine Transformationseigenschaften der Linienelemente {\displaystyle \mathrm {d} {\vec {X}}} verdeutlicht, siehe Abbildung 3.

### Definitions- und Wertebereich

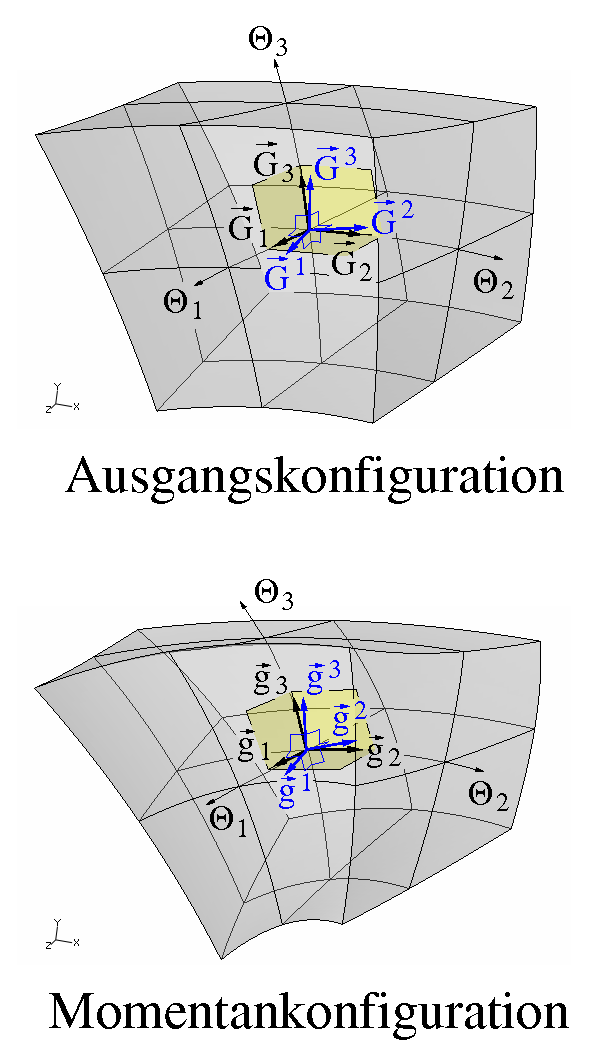
Abbildung 4: Tangentenvektoren (schwarz) an materielle Linien spannen Tangentialräume auf (gelb). Die zu den Tangentenvektoren dualen Gradientenvektoren sind blau dargestellt.

Mathematisch ist das Differential {\displaystyle \mathrm {d} {\vec {X}}} in
{\displaystyle \mathrm {d} {\vec {x}}=\mathbf {F} \cdot \mathrm {d} {\vec {X}}}
Element des Tangentialraumes {\displaystyle \mathrm {T} _{\vec {X}}V} im Punkt {\displaystyle {\vec {X}}} des Raumes {\displaystyle V}, den der undeformierte Körper in der Ausgangskonfiguration einnimmt (in Abbildung 4 oben). Das Differential {\displaystyle \mathrm {d} {\vec {x}}=\mathrm {d} {\vec {\chi }}} ist entsprechend ein Element des Tangentialraumes {\displaystyle {\mathrm {T} }_{\vec {x}}v} im Punkt {\displaystyle {\vec {x}}} des Raumes {\displaystyle v}, den der deformierte Körper in der Momentankonfiguration einnimmt (im Bild unten). Damit wird der Deformationsgradient zur Abbildung
{\displaystyle {\begin{array}{llll}\mathbf {F} {:}&\mathrm {T} _{\vec {X}}V&\mapsto &\mathrm {T} _{\vec {x}}v\\&\mathrm {d} {\vec {X}}&\rightarrow &\mathrm {d} {\vec {x}}=\mathbf {F} ({\vec {X}},t)\cdot \mathrm {d} {\vec {X}}\end{array}}}.

### Darstellung in konvektiven Koordinaten
Werden jedem materiellen Punkt {\displaystyle {\vec {X}}} über eine Referenzkonfiguration konvektive Koordinaten {\displaystyle {\vec {\Theta }}=(\Theta _{1},\Theta _{2},\Theta _{3})} zugeordnet, bilden die Tangentenvektoren
{\displaystyle {\vec {G}}_{i}:={\dfrac {\partial {\vec {X}}({\vec {\Theta }})}{\partial \Theta _{i}}}}    bzw.   {\displaystyle {\vec {g}}_{i}:={\dfrac {\partial {\vec {\chi }}\left({\vec {X}}({\vec {\Theta }})\right)}{\partial \Theta _{i}}}}
kovariante Basen der Tangentialräume {\displaystyle \mathrm {T} _{\vec {X}}V} im Punkt {\displaystyle {\vec {X}}} bzw. {\displaystyle \mathrm {T} _{\vec {x}}v} im Punkt {\displaystyle {\vec {x}}} (in Abbildung 4 schwarz dargestellt). Die Gradienten der konvektiven Koordinaten
{\displaystyle {\vec {G}}^{i}:=\displaystyle \sum _{j=1}^{3}{\dfrac {\partial \Theta _{i}}{\partial X_{j}}}{\vec {e}}_{j}}    bzw.   {\displaystyle {\vec {g}}^{i}:=\displaystyle \sum _{j=1}^{3}{\frac {\partial \Theta _{i}}{\partial x_{j}}}{\vec {e}}_{j}}
bilden kontravariante Basen, die zu den kovarianten dual sind (in Abbildung 4 blau dargestellt).
In diesen Basissystemen ausgedrückt bekommt der Deformationsgradient die besonders einfache Form
{\displaystyle \mathbf {F} =\sum _{i=1}^{3}{\vec {g}}_{i}\otimes {\vec {G}}^{i}}.
In dieser Darstellung lässt sich auch sofort mit
{\displaystyle \mathbf {F} ^{-1}=\sum _{i=1}^{3}{\vec {G}}_{i}\otimes {\vec {g}}^{i}\quad \Leftrightarrow \quad {\vec {g}}_{i}=\mathbf {F} \cdot {\vec {G}}_{i}}.
die Inverse des Deformationsgradienten angeben. Der transponiert inverse Deformationensgradient bildet die kontravarianten Basisvektoren aufeinander ab:
{\displaystyle (\mathbf {F} ^{\mathrm {T} })^{-1}=\sum _{i=1}^{3}{\vec {g}}^{i}\otimes {\vec {G}}_{i}\quad \Leftrightarrow \quad {\vec {g}}^{i}=(\mathbf {F} ^{\mathrm {T} })^{-1}\cdot {\vec {G}}^{i}}.

### Der räumliche Deformationsgradient
Zumeist wird der Deformationsgradient wie oben in seiner materiellen Darstellung formuliert. Gelegentlich wird aber auch der räumliche Deformationsgradient benutzt. Wegen {\displaystyle \mathrm {det} (\mathbf {F} )>0} kann der Deformationsgradient invertiert und das Ergebnis über {\displaystyle {\vec {X}}={\vec {\chi }}^{-1}({\vec {x}},t)} als Funktion der räumlichen Koordinaten {\displaystyle {\vec {x}}} ausgedrückt werden:
{\displaystyle \mathbf {f} ({\vec {x}},t)=\mathbf {F} ^{-1}({\vec {\chi }}^{-1}({\vec {x}},t),t)=\operatorname {grad} ({\vec {X}},t)={\frac {\mathrm {d} ({\vec {\chi }}^{-1})_{i}}{\mathrm {d} x_{j}}}{\vec {e}}_{i}\otimes {\vec {e}}_{j}}.
Der räumliche Deformationsgradient {\displaystyle \mathbf {f} ({\vec {x}},t)} bildet dann das Linienelement {\displaystyle \mathrm {d} {\vec {x}}} auf das Linienelement {\displaystyle \mathrm {d} {\vec {X}}} ab:
{\displaystyle {\begin{array}{llll}\mathbf {f} :&\mathrm {T} _{\vec {x}}v&\mapsto &\mathrm {T} _{\vec {X}}V\\&\mathrm {d} {\vec {x}}&\rightarrow &\mathrm {d} {\vec {X}}=\mathbf {f} ({\vec {x}},t)\cdot \mathrm {d} {\vec {x}}\end{array}}}.
Entsprechend hat der räumliche Deformationsgradient in konvektiven Koordinaten die Form
{\displaystyle \mathbf {f} =\sum _{i=1}^{3}{\vec {G}}_{i}\otimes {\vec {g}}^{i}}.

### Geometrische Linearisierung
In der Festkörpermechanik treten in vielen Anwendungsbereichen nur kleine Deformationen auf. In diesem Fall erfahren die Gleichungen der Kontinuumsmechanik eine erhebliche Vereinfachung durch geometrische Linearisierung. Dazu werden die Verschiebungen {\displaystyle {\vec {u}}({\vec {X}},t)} betrachtet, die ein materieller Punkt {\displaystyle {\vec {X}}} im Laufe seiner Bewegung erfährt. Weil {\displaystyle {\vec {x}}={\vec {\chi }}({\vec {X}},t)} die aktuelle Position des Punktes ist, der in der Ausgangskonfiguration die Position {\displaystyle {\vec {X}}} hatte, ist die Verschiebung die Differenz
{\displaystyle {\vec {u}}={\vec {\chi }}({\vec {X}},t)-{\vec {X}}}.
Der materielle Gradient der Verschiebungen ist der Tensor
{\displaystyle \mathbf {H} =\mathrm {GRAD} \,{\vec {u}}=\mathrm {GRAD} \,{\vec {\chi }}-\mathrm {GRAD} \,{\vec {X}}=\mathbf {F} -\mathbf {I} }.
und wird Verschiebungsgradient genannt. Wenn {\displaystyle L_{0}} eine charakteristische Abmessung des Körpers ist, dann wird bei kleinen Verschiebungen sowohl {\displaystyle |{\vec {u}}|\ll L_{0}} als auch {\displaystyle \parallel \mathbf {H} \parallel \ll 1} gefordert, so dass alle Terme, die höhere Potenzen von {\displaystyle {\vec {u}}} oder {\displaystyle \mathbf {H} } beinhalten vernachlässigt werden können. In diesem Fall ergeben sich die folgenden Zusammenhänge:
{\displaystyle {\begin{array}{lcl}\mathbf {F} &=&\mathbf {I} +\mathbf {H} \\\mathbf {F} ^{-1}&\approx &\mathbf {I} -\mathbf {H} \\\mathrm {det} (\mathbf {F} )&\approx &1+\mathrm {Sp} (\mathbf {H} )\\\mathbf {U} &\approx &\mathbf {I} +{\frac {1}{2}}(\mathbf {H} +\mathbf {H} ^{\mathrm {T} })\\\mathbf {v} &\approx &\mathbf {I} +{\frac {1}{2}}(\mathbf {H} +\mathbf {H} ^{\mathrm {T} })\\\mathbf {R} &\approx &\mathbf {I} +{\frac {1}{2}}(\mathbf {H} -\mathbf {H} ^{\mathrm {T} })\end{array}}}.
Die Tensoren {\displaystyle \mathbf {U} ,\mathbf {v} } und {\displaystyle \mathbf {R} } kommen in der polaren Zerlegung vor, siehe unten.

## Transformationseigenschaften

### Polare Zerlegung

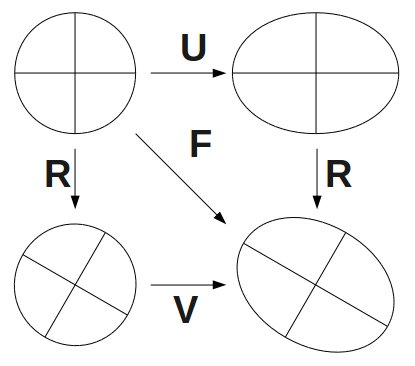
Abbildung 5: Polare Zerlegung des Deformationsgradienten

Der Deformationsgradient {\displaystyle \mathbf {F} } lässt sich eindeutig "polar" in eine Rotation und eine reine Streckung zerlegen. Durch Anwendung der Polarzerlegung resultiert die Darstellung
{\displaystyle \mathbf {F} =\mathbf {R\cdot U} =\mathbf {v\cdot R} }.
Dabei ist {\displaystyle \mathbf {R} } ein "eigentlich orthogonaler Tensor". Der materielle rechte Strecktensor {\displaystyle \mathbf {U} } und der räumliche linke Strecktensor  {\displaystyle \mathbf {v} } sind symmetrisch und positiv definit. (Eselsbrücke:  {\displaystyle \mathbf {U} } steht rechts von {\displaystyle \mathbf {R} } und {\displaystyle \mathbf {v} } links davon in der polaren Darstellung.)
Anschaulich bedeutet die polare Zerlegung eine Hintereinanderschaltung zweier Transformationen: Im einen Fall eine rotationsfreie Streckung {\displaystyle \mathbf {U} } mit anschließender Drehung {\displaystyle \mathbf {R} } und im anderen Fall eine Drehung {\displaystyle \mathbf {R} } mit anschließender rotationsfreier Streckung {\displaystyle \mathbf {v} } so wie sie in Abbildung 5 dargestellt sind.
Der rechte Strecktensor berechnet sich gemäß
{\displaystyle \mathbf {U} =+{\sqrt {\mathbf {F} ^{\mathrm {T} }\cdot \mathbf {F} }}}
aus der Hauptachsentransformation von {\displaystyle \mathbf {F} ^{\mathrm {T} }\cdot \mathbf {F} }, ziehen der Wurzel der Diagonalglieder und Rücktransformation, siehe auch das Beispiel unten. Entsprechend gilt für den linken Strecktensor
{\displaystyle \mathbf {v} =+{\sqrt {\mathbf {F\cdot F} ^{\mathrm {T} }}}}.
Der Rotationstensor  {\displaystyle \mathbf {R} } ergibt sich dann aus
{\displaystyle \mathbf {R} =\mathbf {F\cdot U} ^{-1}=\mathbf {v} ^{-1}\cdot \mathbf {F} }.

### Linien-, Flächen- und Volumenelemente
Mit Hilfe des Deformationsgradienten können Integrale in der materiellen Darstellung in die räumliche umgerechnet werden. Die zu integrierende Größe sei ein Feld {\displaystyle q} das skalar-, vektor- oder tensorwertig sein kann und in der materiellen Darstellung {\displaystyle q_{0}({\vec {X}},t)} und der räumlichen  
{\displaystyle q({\vec {x}},t)=q_{0}\left({\vec {\chi }}^{-1}({\vec {x}},t),t\right)}
vorliege. Dann gelten die Identitäten:
{\displaystyle {\begin{array}{ll}\int _{l}q({\vec {x}},t)\mathrm {d} {\vec {x}}&=\int _{L}q_{0}({\vec {X}},t)\;\mathbf {F} \cdot \mathrm {d} {\vec {X}}\\\int _{a}q({\vec {x}},t){\vec {n}}\;\mathrm {d} a&=\int _{A}q_{0}({\vec {X}},t)\;\mathrm {det} (\mathbf {F} )(\mathbf {F} ^{\mathrm {T} })^{-1}\cdot {\vec {N}}\;\mathrm {d} A\\\int _{v}q({\vec {x}},t)\mathrm {d} v&=\int _{V}q_{0}({\vec {X}},t)\;\mathrm {det} (\mathbf {F} )\;\mathrm {d} V\end{array}}}.
Der Operator {\displaystyle \mathrm {det} (\cdot )} bildet die Determinante und {\displaystyle ((\cdot )^{\mathrm {T} })^{-1}} die transponiert Inverse. {\displaystyle L} ist eine materielle Linie in der Ausgangskonfiguration und {\displaystyle l} die zugehörige räumliche in der Momentankonfiguration. Die Oberfläche {\displaystyle A} des Körpers in der Ausgangskonfiguration hat das Oberflächenelement {\displaystyle {\vec {N}}\mathrm {d} A}, d. h. die mit dem Flächenstück {\displaystyle \mathrm {d} A} multiplizierte Normale {\displaystyle {\vec {N}}} des Flächenstücks. Gleiches gilt für das räumliche Flächenelement {\displaystyle {\vec {n}}\mathrm {d} a} auf der Oberfläche {\displaystyle a} des Körpers in der Momentankonfiguration. Diese Transformationen sind bei der Zeitableitung der Integrale auf den linken Seiten der Gleichungen nützlich, weil die Gebiete auf den linken Seiten von der Zeit abhängen nicht so aber auf den rechten Seiten.

### Volumenverhältnis
Die Determinante von {\displaystyle \mathbf {F} } gibt das lokale Volumenverhältnis {\displaystyle J=\mathrm {det} (\mathbf {F} )={\frac {\mathrm {d} v}{\mathrm {d} V}}>0} im betrachteten materiellen Punkt bei der Deformation an.
Damit ergibt sich u. a., dass {\displaystyle J=\mathrm {det} (\mathbf {F} )} positiv sein muss, sonst wäre die Deformation physikalisch nicht möglich (Inversion des materiellen Punktes).
Bleibt bei einer Deformation das Volumen erhalten, also {\displaystyle J=1}, liegt Inkompressibilität vor. Bei Gummi- oder Elastomer-Werkstoffen ist dies eine übliche Annahme in der kontinuumsmechanischen Beschreibung und durch das Verhalten dieser Werkstoffklasse annähernd der Fall. Gleiches gilt für die inkompressiblen Flüssigkeiten.

### Transformation von Tensoren
Der Deformationsgradient transformiert neben den Linien-, Flächen- und Volumenelementen auch Tensoren von der Ausgangskonfiguration in die Momentankonfiguration. Diese Transformationen sind für kovariante Tensoren (oftmals Verzerrungstensoren) und kontravariante Tensoren (oftmals Spannungstensoren) unterschiedlich, z. B.:
{\displaystyle {\begin{array}{lcl}\mathbf {e} &=&(\mathbf {F} ^{\mathrm {T} })^{-1}\cdot \mathbf {E} \cdot \mathbf {F} ^{-1}\\\mathbf {S} &=&\mathbf {F} \cdot {\tilde {\mathbf {T} }}\cdot \mathbf {F} ^{\mathrm {T} }\end{array}}}.
Der Tensor
{\displaystyle \mathbf {e} :={\tfrac {1}{2}}(\mathbf {I} -(\mathbf {F} ^{\mathrm {T} })^{-1}\cdot \mathbf {F} ^{-1})}
ist der Euler-Almansi-Verzerrungstensor in der Momentankonfiguration,
{\displaystyle \mathbf {E} :={\tfrac {1}{2}}({\mathbf {F} }^{\mathrm {T} }\cdot \mathbf {F} -\mathbf {I} )}
der Green-Lagrange’sche Verzerrungstensor in der Ausgangskonfiguration,
{\displaystyle \mathbf {S} :=\mathrm {det} (\mathbf {F} )\mathbf {T} }
der gewichtete Cauchy’sche Spannungstensor,  {\displaystyle \mathbf {T} } der Cauchy’sche Spannungstensor (beide in der Momentankonfiguration) und
{\displaystyle {\tilde {\mathbf {T} }}:=\det(\mathbf {F} )\mathbf {F} ^{-1}\cdot \mathbf {T} \cdot (\mathbf {F} ^{\mathrm {T} })^{-1}}
der zweite Piola-Kirchhoff’sche Spannungstensor in der Ausgangskonfiguration. Das Skalarprodukt ":" der so einander zugeordneten Tensoren wird von der Transformation nicht verändert, z. B.:
{\displaystyle \mathbf {S} :\mathbf {e} =\mathbf {F} \cdot {\tilde {\mathbf {T} }}\cdot \mathbf {F} ^{\mathrm {T} }:(\mathbf {F} ^{\mathrm {T} })^{-1}\cdot \mathbf {E} \cdot \mathbf {F} ^{-1}={\tilde {\mathbf {T} }}:\mathbf {E} }.

### Multiplikative Zerlegung des Deformationsgradienten
Die Multiplikative Zerlegung des Deformationsgradienten wird in Materialtheorie angewendet, um die Deformation eines Körpers auf Grund verschiedener Einflüsse zu modellieren. So kann sich ein Körper deformieren, weil er erwärmt wird oder einer äußeren Kraft ausgesetzt wird. Die Deformation kann zusätzlich davon abhängen, wie schnell die Temperatur oder Kraft aufgebracht wird. Die Reaktionen des Materials lassen sich einfacher modellieren, wenn die Phänomene voneinander getrennt betrachtet werden. So kann ein Modell den Einfluss der Temperatur nachbilden und ein anderes Modell die isotherme Verformung durch Kräfte. Die Deformationen aufgrund des einen oder anderen Phänomens können dann anschließend wieder zusammengeführt werden. In der Materialtheorie hat es sich durchgesetzt bei kleinen Verformungen eine additive Zerlegung der Dehnungen und bei großen Verformungen eine multiplikative Zerlegung des Deformationsgradienten zu benutzen.
Seien also a und b zwei Verformungsanteile eines Materials. Für die Modellbildung wird der Deformationsgradient multiplikativ zerlegt:
{\displaystyle \mathbf {F} =\mathbf {F} _{a}\cdot \mathbf {F} _{b}}.
Ein Modell beschreibt dann die Entwicklung des Anteils {\displaystyle \mathbf {F} _{a}} auf Grund des Einflusses a und ein anderes Modell die Entwicklung des Anteils {\displaystyle \mathbf {F} _{b}} auf Grund des Einflusses b. Die Deformationsgradienten {\displaystyle \mathbf {F} _{a}} und {\displaystyle \mathbf {F} _{b}} erfüllen im Allgemeinen nicht die  Kompatibilitätsbedingungen, weswegen es im Allgemeinen kein Bewegungsfeld gibt, aus dem die beiden Anteile per Gradientenbildung abgeleitet werden können.
Weil der Deformationsgradient, wie im vorigen Abschnitt erläutert, Tensoren von einer Konfiguration in die andere transformiert, entspricht die multiplikative Zerlegung der Einführung einer Zwischenkonfiguration. Die Tensoren der Referenzkonfiguration werden mit dem Anteil {\displaystyle \mathbf {F} _{b}} und die der Momentankonfiguration mit {\displaystyle \mathbf {F} _{a}} in die Zwischenkonfiguration transformiert. Transformation des Green-Lagrange’schen Verzerrungstensors von der Referenzkonfiguration in die Zwischenkonfiguration liefert:
{\displaystyle {\begin{array}{lcl}{\boldsymbol {\Gamma }}&:=&(\mathbf {F} _{b}^{\mathrm {T} })^{-1}\cdot \mathbf {E} \cdot \mathbf {F} _{b}^{-1}=(\mathbf {F} _{b}^{\mathrm {T} })^{-1}\cdot {\frac {1}{2}}\left((\mathbf {F} _{a}\cdot \mathbf {F} _{b})^{\mathrm {T} }\cdot (\mathbf {F} _{a}\cdot \mathbf {F} _{b})-\mathbf {I} \right)\cdot \mathbf {F} _{b}^{-1}=:{\boldsymbol {\Gamma }}_{a}+{\boldsymbol {\Gamma }}_{b}\\{\boldsymbol {\Gamma }}_{a}&:=&{\frac {1}{2}}\left(\mathbf {F} _{a}^{\mathrm {T} }\cdot \mathbf {F} _{a}-\mathbf {I} \right)\\{\boldsymbol {\Gamma }}_{b}&:=&{\frac {1}{2}}\left(\mathbf {I} -(\mathbf {F} _{b}^{\mathrm {T} })^{-1}\cdot \mathbf {F} _{b}^{-1}\right).\end{array}}}
Der in die Zwischenkonfiguration transformierte Green-Lagrange’sche Verzerrungstensor zerfällt also in zwei Anteile:
- Ein Anteil {\displaystyle {\boldsymbol {\Gamma }}_{a}} ist vom Green-Lagrange-Typ und wird mit {\displaystyle \mathbf {F} _{a}} gebildet.
- Der andere Anteil ist vom Euler-Almansi-Typ und wird mit {\displaystyle \mathbf {F} _{b}} gebildet.

Gleiches gilt, wenn der Euler-Almansi Tensor {\displaystyle \mathbf {e} } mit {\displaystyle \mathbf {F} _{a}} auf die Zwischenkonfiguration transformiert wird:
{\displaystyle \mathbf {F} _{a}^{\mathrm {T} }\cdot \mathbf {e} \cdot \mathbf {F} _{a}=\mathbf {F} _{a}^{\mathrm {T} }\cdot {\frac {1}{2}}\left(\mathbf {I} -(\mathbf {F} _{a}\cdot (\mathbf {F} _{b})^{\mathrm {T} })^{-1}\cdot (\mathbf {F} _{a}\cdot \mathbf {F} _{b})^{-1}\right)\cdot \mathbf {F} _{a}={\boldsymbol {\Gamma }}_{a}+{\boldsymbol {\Gamma }}_{b}}
In der Zwischenkonfiguration können nun die beiden Phänomene mit den Verzerrungstensoren {\displaystyle {\boldsymbol {\Gamma }}_{a}} und {\displaystyle {\boldsymbol {\Gamma }}_{b}} getrennt modelliert werden. Der sich im Modell in der Zwischenkonfiguration ergebende Spannungstensor wird anschließend mit {\displaystyle \mathbf {F} _{a}} in die Momentankonfiguration oder mit {\displaystyle \mathbf {F} _{b}} in die Referenzkonfiguration transformiert.

## Deformationsraten
Die materielle Zeitableitung des Deformationsgradienten
{\displaystyle {\dot {\mathbf {F} }}:=\mathrm {GRAD} \,{\dot {\vec {\chi }}}({\vec {X}},t)={\frac {\mathrm {d} {\dot {\chi }}_{i}}{\mathrm {d} X_{j}}}{\vec {e}}_{i}\otimes {\vec {e}}_{j}}
ist ein Maß für die Deformationsgeschwindigkeit. Sie hängt über
{\displaystyle \mathbf {l} :=\mathrm {grad} \,{\vec {v}}({\vec {x}},t)={\frac {\mathrm {d} v_{i}}{\mathrm {d} x_{j}}}{\vec {e}}_{i}\otimes {\vec {e}}_{j}=\sum _{i,j,k=1}^{3}{\frac {\mathrm {d} v_{i}}{\mathrm {d} X_{k}}}{\vec {e}}_{i}\otimes {\vec {e}}_{k}\cdot {\frac {\mathrm {d} X_{l}}{\mathrm {d} x_{j}}}{\vec {e}}_{l}\otimes {\vec {e}}_{j}={\dot {\mathbf {F} }}\cdot \mathbf {F} ^{-1}}
mit dem räumlichen Geschwindigkeitsgradient {\displaystyle \mathbf {l} } des räumlichen Geschwindigkeitsfeldes {\displaystyle {\vec {v}}({\vec {x}},t)} zusammen. In konvektiven Koordinaten lautet das
{\displaystyle {\begin{array}{lcl}{\dot {\mathbf {F} }}&=&\displaystyle \sum _{i=1}^{3}{\dot {\vec {g}}}_{i}\otimes {\vec {G}}^{i}\\\mathbf {l} &=&\displaystyle \sum _{i=1}^{3}{\dot {\vec {g}}}_{i}\otimes {\vec {g}}^{i}=-\sum _{i=1}^{3}{\vec {g}}_{i}\otimes {\dot {\vec {g}}}^{i}.\end{array}}}

## Beispiel

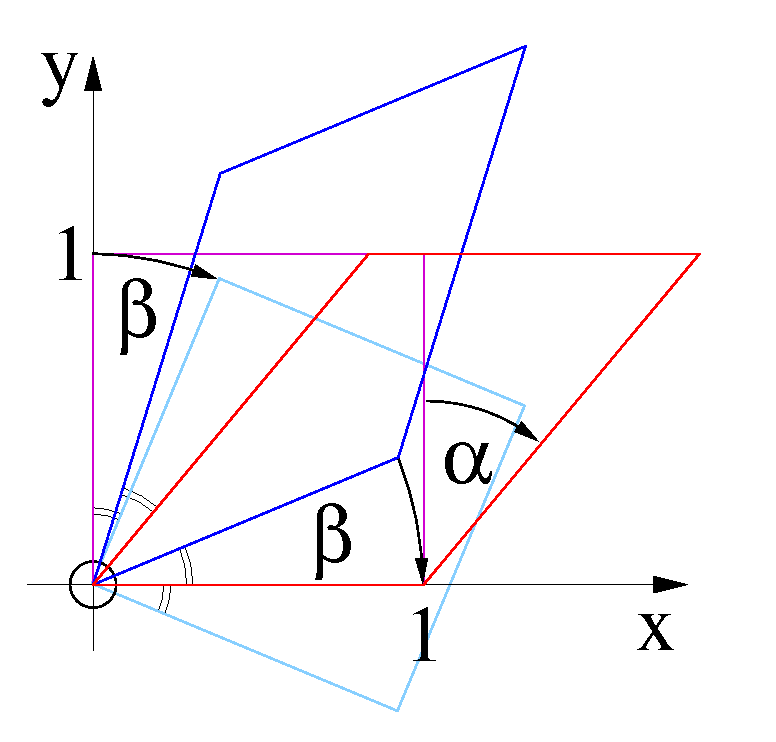
Abbildung 6: Scherung eines Quadrates (lila) in ein Parallelogramm (rot). Die Scherung ist eine reine Streckung (königsblau) mit anschließender Drehung oder eine Drehung (hellblau) mit anschließender Streckung

Die Berechnung des Deformationsgradienten und seiner polare Zerlegung wird anhand der Scherung eines Quadrates vorgeführt.
Ein Quadrat der Kantenlänge eins wird zu einem flächengleichen Parallelogramm mit Grundseite und Höhe eins verformt, siehe Abbildung 6. Die Punkte des Quadrates haben in der Ausgangskonfiguration die Koordinaten
{\displaystyle {\begin{pmatrix}X\\Y\end{pmatrix}}\in [0,1]^{2}\subset \mathbb {R} ^{2}}.
Die Neigung des Parallelogramms sei
{\displaystyle \tan(\alpha )={\frac {5}{6}}\quad \rightarrow \quad \alpha \approx 0{,}6947\,\mathrm {rad} \approx 39{,}8055^{\circ }}.
Dann sind die räumlichen Koordinaten der Punkte gegeben durch
{\displaystyle {\begin{pmatrix}x\\y\end{pmatrix}}={\vec {\chi }}\left({\begin{pmatrix}X\\Y\end{pmatrix}},t\right)={\begin{pmatrix}X+\tan(\alpha )Y\\Y\end{pmatrix}}={\begin{pmatrix}X+{\frac {5}{6}}Y\\Y\end{pmatrix}}}.
Wie üblich wird {\displaystyle X} mit {\displaystyle X_{1}} und {\displaystyle Y} mit {\displaystyle X_{2}} identifiziert. Dann bekommt man den Deformationsgradient durch Ableitung:
{\displaystyle \mathbf {F} =\sum _{i,j=1}^{2}{\frac {\partial x_{i}}{\partial X_{j}}}{\vec {e}}_{i}\otimes {\vec {e}}_{j}={\begin{pmatrix}1&{\frac {5}{6}}\\0&1\end{pmatrix}}}.
Die Richtungsableitung liefert über
{\displaystyle {\begin{array}{lcl}\mathbf {F} \cdot {\begin{pmatrix}\mathrm {d} X\\\mathrm {d} Y\end{pmatrix}}&=&{\dfrac {\partial }{\partial s}}{\vec {\chi }}\left.\left({\begin{pmatrix}X\\Y\end{pmatrix}}+s{\begin{pmatrix}\mathrm {d} X\\\mathrm {d} Y\end{pmatrix}},t\right)\right|_{s=0}=\left.{\dfrac {\partial }{\partial s}}{\begin{pmatrix}(X+s\mathrm {d} X)+{\frac {5}{6}}(Y+s\mathrm {d} Y)\\(Y+s\mathrm {d} Y)\end{pmatrix}}\right|_{s=0}\\[3ex]&=&{\begin{pmatrix}\mathrm {d} X+{\frac {5}{6}}\mathrm {d} Y\\\mathrm {d} Y\end{pmatrix}}={\begin{pmatrix}1&{\frac {5}{6}}\\0&1\end{pmatrix}}{\begin{pmatrix}\mathrm {d} X\\\mathrm {d} Y\end{pmatrix}}\end{array}}}
dasselbe Ergebnis. Der Deformationsgradient ist hier vom Ort und der Zeit unabhängig und hat die Determinante eins, was den Erhalt des Flächeninhalts bestätigt. Der rechte Strecktensor {\displaystyle \mathbf {U} } berechnet sich aus dem rechten Cauchy-Green-Tensor
{\displaystyle \mathbf {C} =\mathbf {F} ^{\mathrm {T} }\cdot \mathbf {F} ={\begin{pmatrix}1&0\\{\frac {5}{6}}&1\end{pmatrix}}{\begin{pmatrix}1&{\frac {5}{6}}\\0&1\end{pmatrix}}={\begin{pmatrix}1&{\frac {5}{6}}\\{\frac {5}{6}}&{\frac {61}{36}}\end{pmatrix}}}
über Hauptachsentransformation, ziehen der Wurzel der Diagonalglieder und Rücktransformation. Für die Hauptachsentransformation braucht man die Eigenwerte {\displaystyle \lambda _{1,2}} und -vektoren {\displaystyle {\vec {v}}_{1,2}} von {\displaystyle \mathbf {C} }. Man findet:
{\displaystyle {\begin{array}{lclclcl}\lambda _{1}&=&{\dfrac {9}{4}}&,\quad &{\vec {v}}_{1}&=&{\dfrac {1}{\sqrt {13}}}{\begin{pmatrix}2\\3\end{pmatrix}}\\[3ex]\lambda _{2}&=&{\dfrac {4}{9}}&,\quad &{\vec {v}}_{2}&=&{\dfrac {1}{\sqrt {13}}}{\begin{pmatrix}3\\-2\end{pmatrix}}\end{array}}}.
Mit diesen Eigenwerten und -vektoren erhält man die Hauptachsentransformation
{\displaystyle {\begin{array}{lcl}\mathbf {C} &=&\displaystyle \sum _{i=1}^{2}\lambda _{i}{\vec {v}}_{i}\otimes {\vec {v}}_{i}=\left(\sum _{j=1}^{2}{\vec {v}}_{j}\otimes {\vec {e}}_{j}\right)\cdot \left(\sum _{i=1}^{2}\lambda _{i}{\vec {e}}_{i}\otimes {\vec {e}}_{i}\right)\cdot \left(\sum _{k=1}^{2}{\vec {e}}_{k}\otimes {\vec {v}}_{k}\right)\\[3ex]&=&{\dfrac {1}{\sqrt {13}}}{\begin{pmatrix}2&3\\3&-2\end{pmatrix}}{\begin{pmatrix}{\frac {9}{4}}&0\\0&{\frac {4}{9}}\end{pmatrix}}{\dfrac {1}{\sqrt {13}}}{\begin{pmatrix}2&3\\3&-2\end{pmatrix}}\end{array}}}
und damit den rechten Strecktensor
{\displaystyle \mathbf {U} =+{\sqrt {\mathbf {C} }}={\frac {1}{13}}{\begin{pmatrix}2&3\\3&-2\end{pmatrix}}{\begin{pmatrix}+{\sqrt {\frac {9}{4}}}&0\\0&+{\sqrt {\frac {4}{9}}}\end{pmatrix}}{\begin{pmatrix}2&3\\3&-2\end{pmatrix}}={\frac {1}{13}}{\begin{pmatrix}12&5\\5&{\frac {97}{6}}\end{pmatrix}}}.
Mit seiner Inversen
{\displaystyle \mathbf {U} ^{-1}={\frac {1}{13}}{\begin{pmatrix}{\frac {97}{6}}&-5\\-5&12\end{pmatrix}}}
ergibt sich der Rotationstensor
{\displaystyle \mathbf {R} =\mathbf {F\cdot U} ^{-1}={\frac {1}{13}}{\begin{pmatrix}12&5\\-5&12\end{pmatrix}}={\begin{pmatrix}\cos(\beta )&-\sin(\beta )\\\sin(\beta )&\cos(\beta )\end{pmatrix}}},
siehe Drehmatrix. Der Rotationstensor dreht das im Bild königsblaue Parallelogramm oder hellblaue Quadrat um den Winkel
{\displaystyle \beta =\left|\arcsin \left(-{\frac {5}{13}}\right)\right|\approx 0{,}3948\,\mathrm {rad} \approx 22{,}6199^{\circ }}.
Den linken Strecktensor kann man nun einfacher aus
{\displaystyle \mathbf {v} =\mathbf {F\cdot R} ^{\mathrm {T} }={\begin{pmatrix}1&{\frac {5}{6}}\\0&1\end{pmatrix}}{\frac {1}{13}}{\begin{pmatrix}12&-5\\5&12\end{pmatrix}}={\frac {1}{13}}{\begin{pmatrix}{\frac {97}{6}}&5\\5&12\end{pmatrix}}}
ermitteln.